# Brian Nielsen (Boxer)
Brian Nielsen (* 1. April 1965 in Korsør) ist ein ehemaliger dänischer Boxer und Titelträger der IBO und IBC im Schwergewicht.
Als Amateur gewann er unter anderem eine Bronzemedaille im Superschwergewicht bei den Olympischen Sommerspielen 1992 in Barcelona.

## Amateurkarriere
Brian Nielsen wurde von 1988 bis 1992 fünfmal in Folge Dänischer Meister im Superschwergewicht und gewann 1990 und 1992 jeweils die Skandinavischen Meisterschaften.
Bei der Europameisterschaft 1989 in Athen schied er im Viertelfinale und bei der Weltmeisterschaft 1991 in Sydney im Achtelfinale aus.
Bei der Europameisterschaft 1991 in Göteborg gewann er nach einer Halbfinalniederlage gegen Andreas Schnieders eine Bronzemedaille im Superschwergewicht und wurde damit Dänemarks einziger Medaillengewinner. Im März 1992 erreichte er nach Siegen gegen Mika Kihlström, Peter Jaako, Gytis Juškevičius und Peter Hrivňák den ersten Platz bei der europäischen Olympiaqualifikation in Kopenhagen und qualifizierte sich damit für die Olympischen Sommerspiele 1992 in Barcelona. Dort startete er im Superschwergewicht und siegte gegen Jeong Seung-won und Peter Hrivňák, ehe er im Halbfinale gegen den späteren Goldmedaillengewinner Roberto Balado unterlag und Bronze gewann. Es handelte sich um die bislang letzte Olympiamedaille eines dänischen Boxers und um die erste seit 1952.

## Profikarriere
Nielsen stand beim dänischen Boxpromoter Mogens Palle unter Vertrag und wurde unter anderem von Poul Duvill und Mike Hall trainiert.
Von 1992 bis 1999 gewann er jeden seiner 49 Kämpfe und erreichte damit die Schwergewichtsrekordmarke von Rocky Marciano, boxte dabei jedoch gegen keinen der Weltranglistenführenden jener Zeit. Nichtsdestotrotz siegte er gegen den Europameister Jean-Maurice Chanet, den Olympiasieger Andrew Maynard, den Klitschko-Bezwinger Ross Puritty, den ungeschlagenen Don Steele (Bilanz: 41-0, 41 K. o.) sowie die Ex-Weltmeister James „Bonecrusher“ Smith, Jeff Lampkin, Tony Tubbs, Carlos De León, Larry Holmes und Tim Witherspoon.
In seinem 50. Kampf verlor er dann im Juni 1999 durch TKO in der zehnten Runde gegen Dick „Dicky“ Ryan, welcher 1998 gegen Vitali Klitschko verloren hatte, gewann jedoch wieder seine nächsten 13 Kämpfe. Dabei siegte er unter anderem in einem Rückkampf gegen Dicky Ryan und in einem weiteren Kampf gegen den Ex-Weltmeister Orlin Norris.
Am 13. Oktober 2001 verlor er durch TKO in der sechsten Runde gegen Mike Tyson, gewann jedoch im April 2002 gegen den Ex-Weltmeister Uriah Grant und beendete im Anschluss seine Karriere. Seinen letzten Kampf bestritt er dann am 7. Mai 2011 gegen Evander Holyfield und verlor durch TKO in der zehnten Runde.

## Sonstiges
Brian Nielsen ist Vater von vier Kindern und hat einen Wohnsitz bei Málaga in Spanien, wo er Brian Nielsen Golf & Events betreibt.
2018 wurde er zusammen mit Jimmi Bredahl und Knud Larsen in die Hall of Fame des dänischen Boxsports aufgenommen.